# Rhionaeschna decessus
Rhionaeschna decessus – gatunek ważki z rodziny żagnicowatych (Aeshnidae). Występuje na terenie Ameryki Południowej.